# Літні Олімпійські ігри 1904
Літні Олімпійські ігри 1904 або III Літні Олімпійські ігри — міжнародне спортивне змагання, яке проходило під егідою Міжнародного олімпійського комітету у місті Сент-Луїс, США, з 1 липня по 23 листопада 1904 року.

## Учасники
В ІІІ Олімпійських іграх брали участь спортсмени з дванадцяти країн світу. У зв'язку з далекими відстанями та труднощами потрапити до Сент-Луїса низка європейських та азійських делегацій не змогли взяти участь у змаганнях.
Українські спортсмени, що в індивідуальному порядку, як громадяни Російської імперії, брали участь в І Олімпіаді в Афінах (Микола Ріттер) та ІІ Олімпійських іграх в Парижі (Петро Заковорот) також не змогли потрапити на змагання.
- Австралія
- Австрія
- Канада
- Куба
- Франція
- Німеччина
- Велика Британія
- Греція
- Угорщина
- Південно-Африканська Республіка
- Швейцарія
- США

Всього в Іграх брали участь 52 спортсмени, що прибули з-за меж Північної Америки. Країни-учасниці ІІІ Олімпійських ігор: Австралія, Австрія, Канада, Куба, Французька республіка, Німецька імперія, Велика Британія, Королівство Греція, Королівство Угорщина, Південна Африка, Швейцарія, Сполучені Штати.
Деякі джерела також подають список спортсменів з таких країн, які офіційно не були присутні на Іграх, але представники яких змагалися на Олімпіаді: Королівство Італія, Норвегія, Ньюфаундленд.

## Медальний залік
Топ-10 команд у неофіційному медальному заліку
| Місце  | Країна                | Золото | Срібло | Бронза | Загалом |
| ------ | --------------------- | ------ | ------ | ------ | ------- |
| 1      | США (USA)             | 78     | 82     | 79     | 239     |
| 2      | Німеччина (GER)       | 4      | 4      | 5      | 13      |
| 3      | Куба (CUB)            | 4      | 2      | 3      | 9       |
| 4      | Канада (CAN)          | 4      | 1      | 1      | 6       |
| 5      | Угорщина (HUN)        | 2      | 1      | 1      | 4       |
| 6      | Велика Британія (GBR) | 1      | 1      | 0      | 2       |
| 6      | Змішана команда (ZZX) | 1      | 1      | 0      | 2       |
| 8      | Греція (GRE)          | 1      | 0      | 1      | 2       |
| 8      | Швейцарія (SUI)       | 1      | 0      | 1      | 2       |
| 10     | Австрія (AUT)         | 0      | 0      | 1      | 1       |
| Всього | Всього                | 96     | 92     | 92     | 280     |

## Цікаві факти
На цій Олімпіаді виступив американський гімнаст Джордж Ейсер, що замість ноги мав лише дерев'яний протез. Він взяв участь у дев'яти видах змагань, у яких здобув шість медалей, три з яких були золотими.